# Christian Reintjes
Christian Reintjes (* 1976 in Duisburg) ist ein deutscher Erziehungswissenschaftler und Hochschullehrer für Schulpädagogik (seit 2023 W3) an der Universität Osnabrück.
Reintjes erwarb 1995 am Steinbart-Gymnasium in Duisburg das Abitur, studierte Germanistik und Erziehungswissenschaften zum Lehramt an der Universität Duisburg-Essen und promovierte 2006 an der Universität Osnabrück. Nach Anstellungen in Duisburg-Essen und Bochum u. a. bei Gabriele Bellenberg wurde er 2013 als Professor für Professionsforschung und Professionalisierungsmanagement, Co-Leiter (ab 2016 Leiter) Institut Sekundarstufe I & II und Mitglied der Hochschulleitung an die Pädagogische Hochschule Nordwestschweiz berufen. 2018 wechselte er an die Universität Osnabrück als W2-Professor für Schulpädagogik mit dem Schwerpunkt empirische Schul- und Unterrichtsforschung.
Die Forschungsarbeiten sind im Bereich der empirisch ausgerichteten Erziehungswissenschaft angesiedelt und lassen sich insbesondere der Professionalisierungsforschung sowie der Schul- und Unterrichtsforschung mit dem Fokus auf professionelles Handeln zuordnen. Dabei wird ein umfassender, theoriebildender und -prüfender Ansatz verfolgt – von Analysen im Mehrebenensystem Schule bis hin zu Fragestellungen, die tief in die Professions- und Schulforschung hineinreichen (z. B. Aufgabenanalysen) und eine Verbindung zur Kompetenzorientierung herstellen. Die Auseinandersetzung mit professionellem Handeln ist dabei eng mit der Frage verknüpft, wie sich Professionalisierungs-, Schulentwicklungs- und Unterrichtsentwicklungsprozesse wirksam gestalten lassen. Ein weiteres Merkmal der Forschungsarbeit ist die starke Ausrichtung auf Politikberatung sowie das Ziel, wissenschaftliche Erkenntnisse in die Bildungs- und Praxislandschaft sowie die Bildungspolitik zu transferieren.
Forschungsschwerpunkt Lehrer:innenbildungsforschung
Im Bereich der Lehrer:innenbildungsforschung liegt der Fokus auf der vorrangig quantitativen Untersuchung und Evaluation von Professionalisierungskonzepten (z. B. Praxisphasen, Mentoring, Auswahlverfahren) sowie auf der qualitativen und quantitativen Analyse arbeitsmarktbedingter Rekrutierungsmaßnahmen (z. B. befristete Stellen für Studierende, Seiteneinstieg) im Hinblick auf deren Auswirkungen auf die Entwicklung der pädagogischen Profession.
Forschungsschwerpunkt Schul- und Unterrichtsforschung
Im Rahmen der Schul- und Unterrichtsforschung wurden mehrere Studien zur Resilienz des Bildungssystems in Krisenzeiten durchgeführt (u. a. HOSUL, Muntermacher, SchuCo). Von 2021 bis 2024 wurde gemeinsam mit Ferdinand Stebner das von der Deutschen Bundesstiftung Umwelt (DBU) geförderte Projekt MineQuartier geleitet, das Schüler:innen für eine energie- und ressourcenschonende Quartiersentwicklung sensibilisiert und dabei Digitalisierung, Bildung für nachhaltige Entwicklung (BNE) sowie selbstreguliertes Lernen (SRL) miteinander verknüpft.
Seit 2023 wird im Rahmen des vom Bundesministerium für Bildung und Forschung (BMBF) geförderten Projekts DEISEL (2023–2026) untersucht, wie Gesamtschulen Lehr- und Lernprozesse in der (post-)pandemischen Zeit gestalten, um SRL durch digitale Medien zu fördern. Zudem erfolgt eine Koordination von zwei BMBF-Kompetenzzentren für digitales Lehren und Lernen (DigiSchuKuMPK und DigiProSMK) sowie die Leitung des Verbundprojekts DigiSchuKuMPK zur digital gestützten Schulentwicklung (2023–2026). Eine Sprecherrolle wird im Kompetenzzentrum Schulentwicklung wahrgenommen, zudem besteht eine Mitgliedschaft im Begleitgremium des Kompetenzverbunds lernen:digital.
Zwischen 2011 und 2019 erfolgte eine leitende Mitwirkung an der wissenschaftlichen Begleitforschung zum nordrhein-westfälischen Modellversuch Abitur nach 12 oder 13 Jahren. Darüber hinaus wurde 2012 und 2024 am Bildungsbericht Ruhr (Kapitel Schule) mitgearbeitet sowie 2014 eine Expertise zum Unterrichtsausfall in Nordrhein-Westfalen erstellt.
Weitere Forschungsschwerpunkte
- Professionalisierung in der digitalisierten Welt
- Aufgaben in Unterricht, Schule und Lehrer:innenbildung
- Reflexion und Reflexivität in Unterricht, Schule und Lehrer:innenbildung
- Begabungsförderung und Begabungsforschung

Reintjes ist Mitglied im Kuratorium des „Zentrum für internationale Bildungsvergleichsstudien (ZIB)“, Mitglied und Vorsitzender (ab 2023) im Wissenschaftlichen Beirat für die Gemeinschaftsaufgabe „Feststellung der Leistungsfähigkeit des Bildungswesens im internationalen Vergleich“ (Art. 91 b Abs. 2 GG), Mitglied in der Ständigen Wissenschaftlichen Kommission (SWK) (2023–2026) und war Mitglied des wissenschaftlichen Beirates der Zeitschrift Schulpädagogik heute (2014–2017).

## Schriften
- Reintjes, C., Bellenberg, G., Forell, M., Gerick, J., Idel, T.S., Nonte, S., Stebner, F., Veber, M. & Wirth, J. (Hrsg.) (2026). Digitalisierungsbezogene und digital gestützte Schul(kultur)entwicklung durch Multiprofessionelle Kooperation an ganztägigen Grundschulen (DigiSchuKuMPK). Münster: Waxmann (in Vorbereitung).
- Erlmann, J. & Reintjes, C. (Hrsg.) (2026). Kompetenzzentrum (digital gestützter) Schulentwicklung. Münster: Waxmann. (in Vorbereitung)
- Fischer, Ch., Fischer-Ontrup, C., Käpnick, F., Neuber, N. & Reintjes, C. (Hrsg.) (2025). Potenziale entwickeln – Schule transformieren – Zukunft gestalten. Beiträge aus der Begabungsforschung. Münster: Waxmann. (in Vorbereitung)
- Nonte, S., Reintjes, C., Grommé, E., Kaiser, T. & Schlöpker, J. (Hrsg.) (2025). Wissenstransfer zwischen Bildungsforschung, Bildungspraxis und Lehrkräftebildung. Tagungsband der AEPF 2024. Münster: Waxmann. (in Vorbereitung)
- Kaiser, T. & Reintjes, C. (Hrsg.) (2025). Special Issue „Mind Matters: Exploring Mental Health and Well-Being in the Education System“. Educational Sciences. (in Vorbereitung)
- Nonte, S., Reintjes, C., Gromme, E. & Karutz, H. (Hrsg.) (2025). Regionale Perspektiven von Kindern und Jugendlichen in Zeiten von Schulschließungen, Isolation und Quarantäne – Empirische Befunde aus den Studien Muntermacher & SchuCo. Münster: Waxmann. (in Vorbereitung)
- Porsch, R., Reintjes, C. & Bellenberg, G. (Hrsg.) (2025). Professionalität und Professionalisierung von heterogen qualifizierten Lehrkräften. Münster: Waxmann. (10. Band der Schriftenreihe der IGSP)
- Groß Ophoff, J., Helm, C., Bremm, N. & Reintjes, C. (Hrsg.) (2023). Effekte und Akteure schulischer Aufholprogramme. Zeitschrift für Bildungsforschung (ZBF), Heft 2. Link
- Fischer, Ch., Fischer-Ontrup, C., Käpnick, F., Neuber, N. & Reintjes, C. (Hrsg.) (2023). Potenziale erkennen – Talente entwickeln – Bildung nachhaltig gestalten. Beiträge aus der Begabungsforschung, Band 14. Münster: Waxmann. (waxmann.com (Memento vom 24. Januar 2025 im Internet Archive))
- Fischer, Ch., Fischer-Ontrup, C., Käpnick, F., Neuber, N. & Reintjes, C. (Hrsg.) (2023). Potenziale erkennen – Talente entwickeln – Bildung nachhaltig gestalten. Beiträge aus der Begabungsförderung, Band 15. Münster: Waxmann. (waxmann.com (Memento vom 25. November 2024 im Internet Archive))
- Porsch, R. & Reintjes, C. (Hrsg.) (2023). Befunde, Erfahrungen und Perspektiven digitaler Bildung im Lehramtsstudium während der Corona-Pandemie. Münster: Waxmann. Link
- Reintjes, C. & Kunze, I. (Hrsg.) (2022). Reflexion und Reflexivität in Unterricht, Schule und Lehrer:innenbildung. Bad Heilbrunn: Klinkhardt. Link
- Reintjes, C., Idel, T.S., Bellenberg, G. & Thönes, K. (Hrsg.) (2021). Schulpraktische Studien und Professionalisierung: Kohärenzambitionen und alternative Zugänge zum Lehrberuf. Münster: Waxmann. (6. Band der Schriftenreihe der IGSP) Link
- Kunze. K.; Petersen, D.; Bellenberg, G.; Fabel-Lamla, M.; Hinzke, J.-H.; Moldenhauer, A.; Peukert, L.; Reintjes, C. & te Poel, K. (Hrsg.) (2021). Kooperation – Koordination – Kollegialität. Befunde und Diskurse zum Zusammenwirken pädagogischer Akteur*innen an Schule(n). Bad Heilbrunn: Klinkhardt Forschung.
- Reintjes, C.; Porsch, R. & im Brahm, G. (Hrsg.) (2021). Das Bildungssystem in Zeiten der Krise. Empirische Befunde, Konsequenzen und Potentiale für das Lehren und Lernen. Münster: Waxmann. Link
- Reintjes, Ch; Kunze, I. & Ossowski, E. (Hrsg.) (2019). Begabungsförderung und Professionalisierung – Befunde, Perspektiven und Herausforderungen. Bad Heilbrunn: Klinkhardt Forschung. Link
- Leonhard, T; Kosinar, J. & Reintjes, C. (Hrsg.) (2018). Institutionelle Praktiken und Orientierungen in der Lehrer*innenbildung – Potentiale und Grenzen der Professionalisierung. Bad Heilbrunn: Klinkhardt Forschung.
- Reintjes, C.; Bellenberg, G. & im Brahm, G. (Hrsg.) (2018). Mentoring und Coaching als Beitrag zur Professionalisierung angehender Lehrpersonen. Münster: Waxmann. (3. Band der Schriftenreihe der IGSP)
- Keller, St. & Reintjes, C. (Hrsg.) (2016). Aufgaben als Schlüssel zur Kompetenz. Didaktische Herausforderungen, wissenschaftliche Zugänge und empirische Befunde. Münster: Waxmann.
- Gritsch, B.; Herzig, B. & Reintjes, Ch. (Hrsg.) (2016). Zeitschrift für Hochschulentwicklung: LehrerInnenbildung im Fluss, 11 (1).
- Reintjes, C. (2007). Erziehungswissenschaft – ein notwendiger Bestandteil der gymnasialen Lehrerausbildung? Eine explorative Studie mit Hauptseminarleitern in Nordrhein-Westfalen. Münster: LIT Verlag (Dissertationsschrift)

## Einzelbelege
1. ↑  Große Ehre: Schulpädagoge der Uni Osnabrück in renommierten Bildungs-Beirat berufen. Abgerufen am 14. Oktober 2023.
2. ↑  Zusammenarbeit von Bund und Ländern - BMBF. Abgerufen am 15. Oktober 2023.

| Personendaten    | Personendaten                                           |
| ---------------- | ------------------------------------------------------- |
| NAME             | Reintjes, Christian                                     |
| KURZBESCHREIBUNG | deutscher Erziehungswissenschaftler und Hochschullehrer |
| GEBURTSDATUM     | 1976                                                    |
| GEBURTSORT       | Duisburg                                                |